# Tidebecken
Ein Tidebecken ist das Einzugsgebiet eines Seegatts im Wattenmeer, das durch Watthöhenscheiden oder Inseln, Sandbänke etc. von benachbarten Tidebecken getrennt wird. Tidebecken bestehen aus einem Seegatt, einem dazugehörigen System aus verzweigten Prielen, aus den Wattflächen, die diese be- und entwässern, sowie einem Ebbdelta an der Seeseite des Seegatts.
Das Wasservolumen im Tidebecken setzt sich zum einen aus dem Prielvolumen zusammen, das sich bei jedem Wasserstand im Becken befindet, und dem Tideprisma, das den Unterschied zwischen höchstem und niedrigstem Wasserstand anzeigt. Im Allgemeinen ist der Anteil des Tideprismas am Gesamtvolumen umso größer, je kleiner das Tidebecken ist, während der Anteil des Prielvolumens sinkt. Generell sind die Tidebecken hydrologisch-morphologisch voneinander getrennt, dennoch gibt es Verbindungen. Normalerweise fließt dabei Wasser bei Flut aus einem Becken in ein Nachbarbecken, bei Ebbe fließt aber keines zurück, sondern verlässt das Wattenmeer durch das Nachbarseegatt. So gibt es Seegatts, bei denen bei Flut deutlich mehr Wasser fließt als bei Ebbe, und jene, bei denen bei Ebbe ein größerer Wasserstrom fließt als bei Flut.
Große und wichtige Tidebecken im deutschen Wattenmeer sind beispielsweise das Tidebecken des Heverstroms mit einer Fläche von 415,4 km² und einem Volumen von 1,753 Mrd. m³ Wasser bei mittlerem Tidehochwasser oder die Sylt-Rømø-Wattenmeerbucht mit 407,7 km² und einem Volumen von 1,086 Mrd. m³ Wasser bei mittlerem Tidehochwasser.